# Montalin
Der Montalin ist ein Berggipfel am Bündner Rheintal, im nördlichen Teil des Kantons Graubünden, nordöstlich über der Stadt Chur. Zur im Nordwesten durch das Churer Rheintal, im Süden durch das Schanfigg begrenzten Bergkette gehören der Vorgipfel Fürhörnli, 1888 m, der Ful Berg, 2391 m, und der Hochwang, 2533 m. Der Gipfel gehört zum Gemeindegebiet von Trimmis und Arosa (früher Calfreisen), ein Punkt etwa 45 Höhenmeter darunter erreichte auch die ehemalige Gemeinde Maladers (heute Chur).

## Geographie
Der Bergkamm des Montalin ist gegen Süden meist grasbewachsen (das Wort Wang bezeichnet einen solchen steilen Grashang), während sich der Nordwest-Abhang aus unzähligen Felsspitzen zusammensetzt. Der Aufschwung von Chur (650 m) aus erreicht auf 1101 m den Mittenberg, ein selbsterklärender Name. Das Fürhörnli im weiteren Verlauf auf 1888 m folgend gilt als der höchste Punkt der Stadt Chur. Diese Region ist als Naturschutzgebiet ausgeschildert. Im ungestörten Nordhang des Montalin sind Steinböcke heimisch.
Das Gestein ist brüchig, sodass die Vegetation auf der steilen Nordseite spärlich bleibt, was sich in zahlreichen kahlen Tobeln und Rüfen zeigt, welche bis auf die Talsohle des Rheintals reichen; die Trimmiser Rüfe überschwemmte auch in neuerer Zeit die Autobahn im Talgrund.
Der Montalin gehört nach ausländischer Zweier-Einteilung zu den westlichen Ostalpen. Eine international anerkannte Einteilung der Alpen in Untergruppen ist nach wie vor nicht vorhanden und in absehbarer Zeit auch nicht zu erwarten, so ist zum Beispiel eine Untereinteilung Plessur-Alpen nicht vollständig akzeptiert. Nahezu jedes Alpenland teilt die Alpen unterschiedlich ein. Die Grenzlinie des Rheintals und in der Fortsetzung zum Splügenpass und Comersee als Beginn der Ostalpen ist verbreitet. Bei der dreiteiligen Einteilung West-, Zentral- und Ostalpen lägen die Gebiete bis zum Brenner, also auch Ostbünden, in den Zentralalpen (Achtung: in Österreich gelten die Österreichischen Alpen als Zentralalpen....(=geografischer Begriff)).

## Geologie
Geologisch gehört der Montalin zu den Penninischen Decken (Mesozoische und Alttertiäre Sedimente), welche in diesem Gebiet hauptsächlich aus mesozoischen Sedimenten (Jura-Periode), mithin aus Bündnerschiefer, bestehen. Dies also als eine klare Abgrenzung zum Calanda, welcher bei Chur auf der gegenüberliegenden Talseite liegt und zum Parautochton gehört.

## Zustieg
Der Montalin müsste eigentlich von Chur (660 m) aus via Mittenberg in Angriff genommen werden, damit man die ganzen 1600 Höhenmeter spürt. Eine Erleichterung bringt das Postauto nach Maladers, wo der Weg auf gut 1000 Metern startet und sich auf 1615 m mit dem Churer Zustieg vereint.
Wer von dieser Seite zusteigt, gelangt nach dem Fürhörnli auf einen Blau-Weiss markierten Weg, was Bergerfahrung voraussetzt.
Wählt man von Maladers den Schanfigger Höhenweg kann man sich auf dem Maiensäss über Calfreisen nach Norden wenden und erreicht den Gipfel auf einem Rot-Weiss markierten Bergwanderweg.
Von Norden erreicht man den Montalin von Trimmis aus über die Fürstenalp.

## Bilder

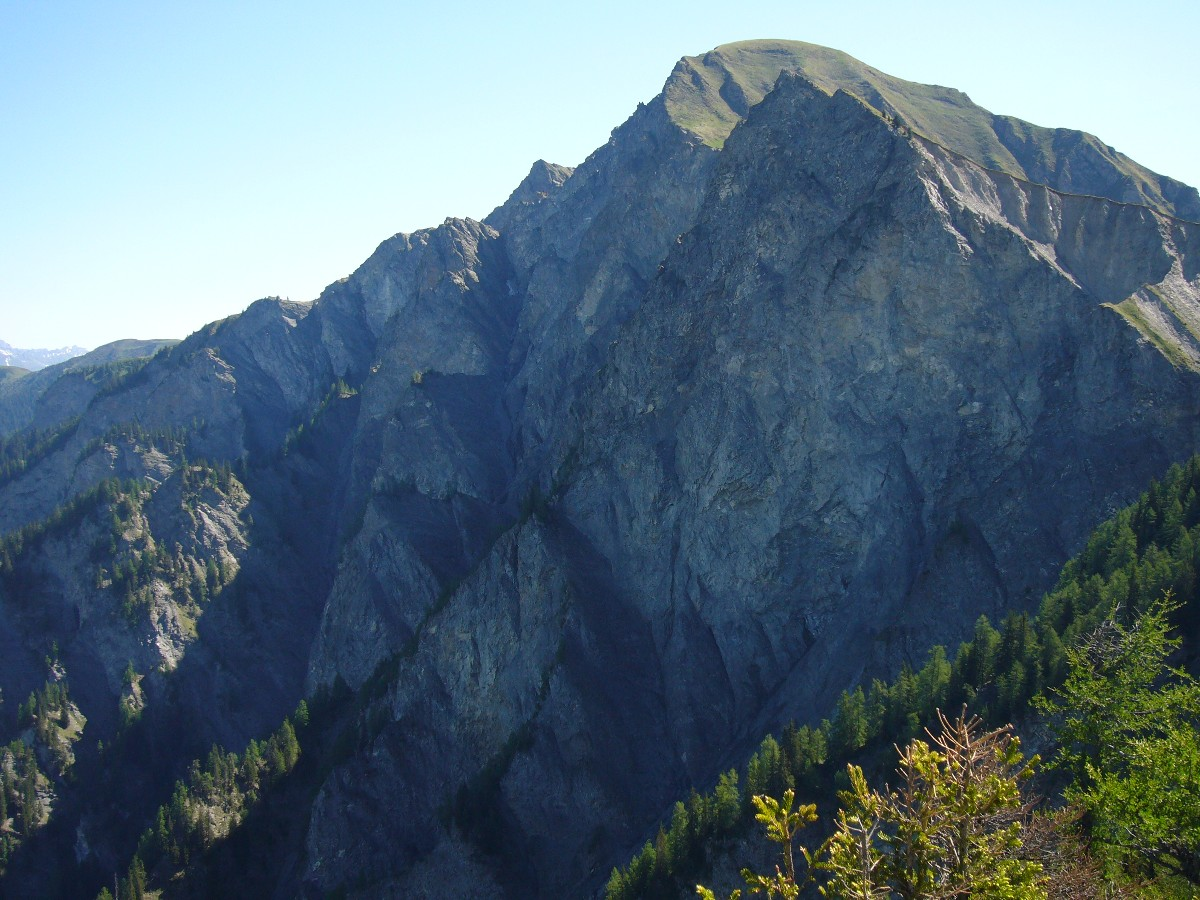
Der Montalin vom Fürhörnli, Punkt 1888 m, aus gesehen.
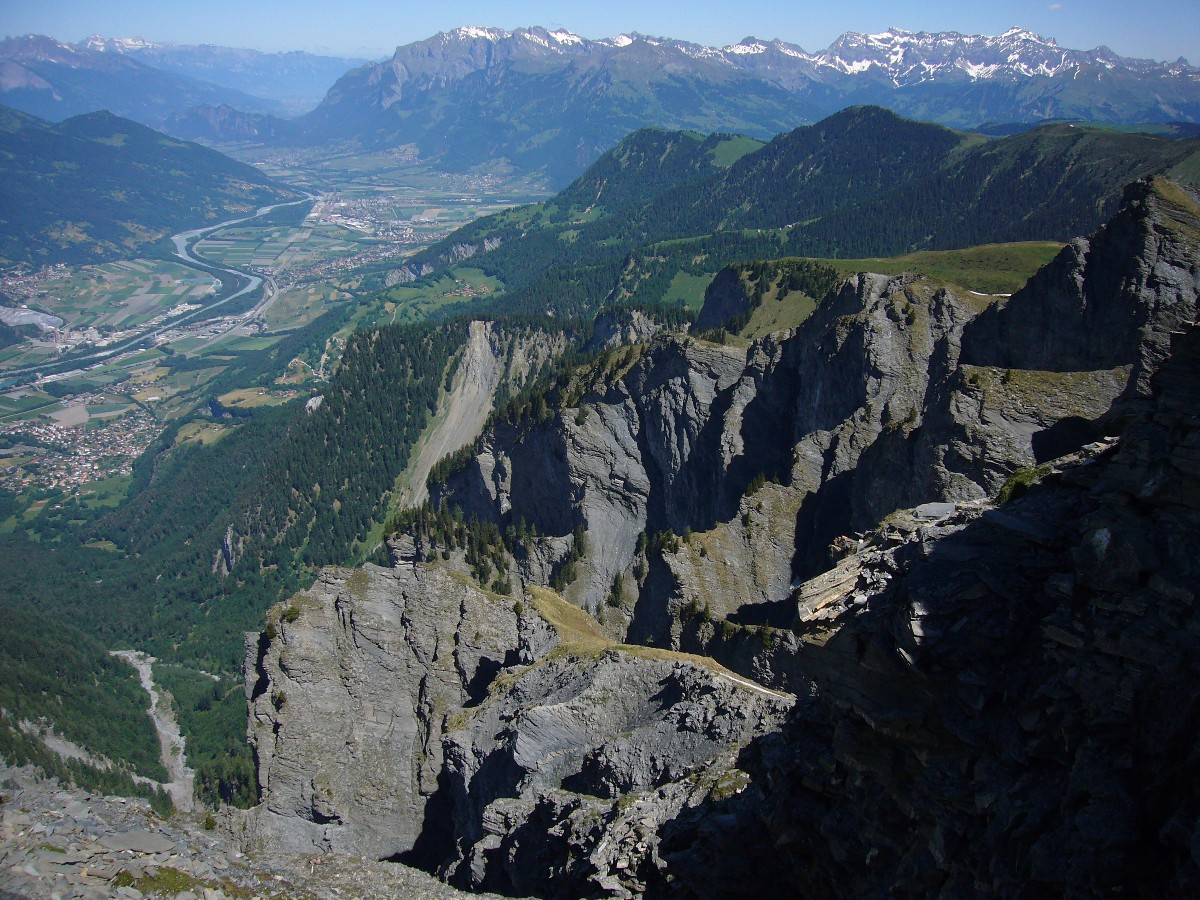
Montalin: Sicht nach Norden ins Rheintal, markant im Hintergrund links der Mitte der Falknis, höchster Punkt am Horizont Schesaplana
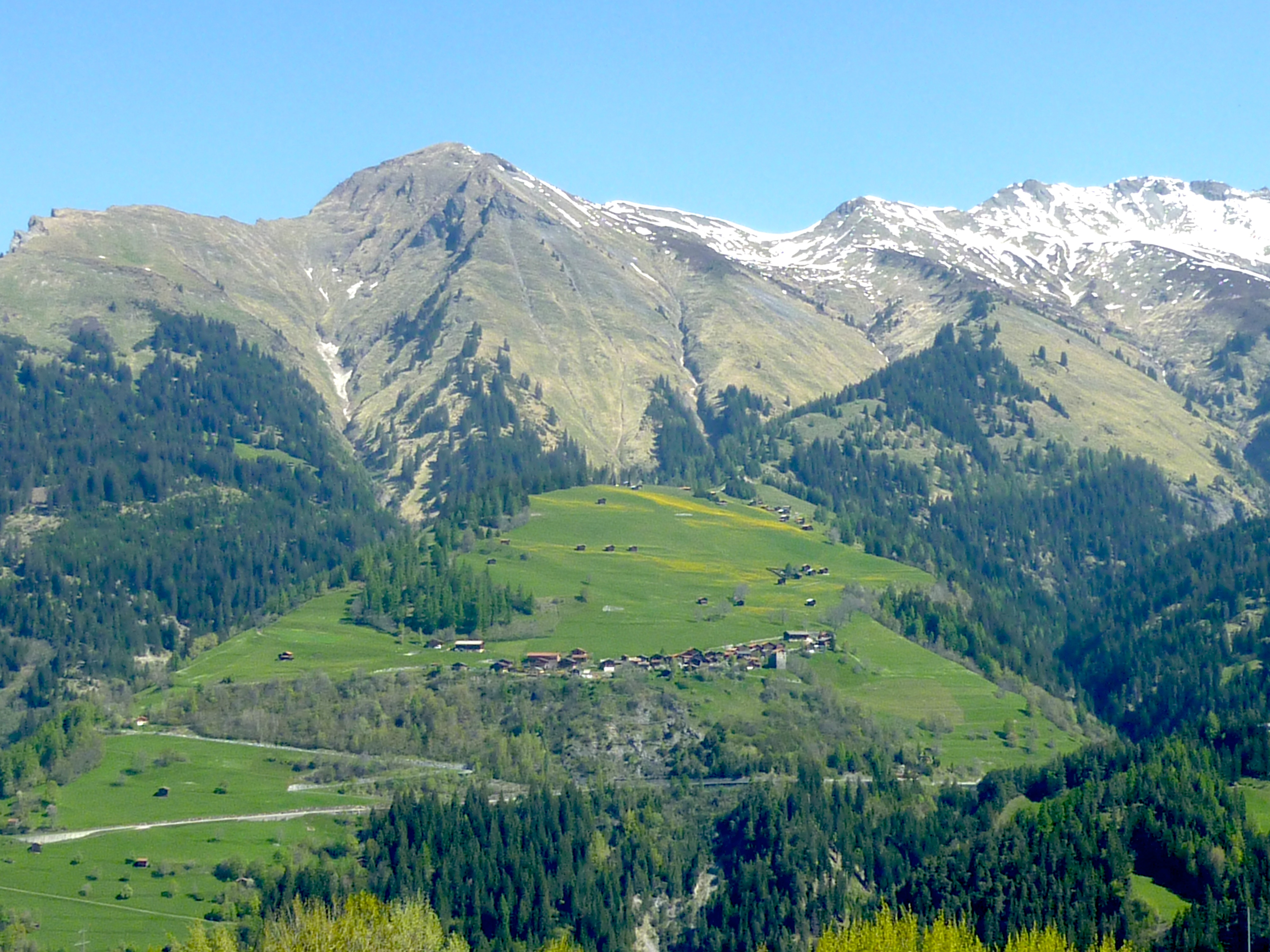
Der Montalin über Calfreisen im Schanfigg
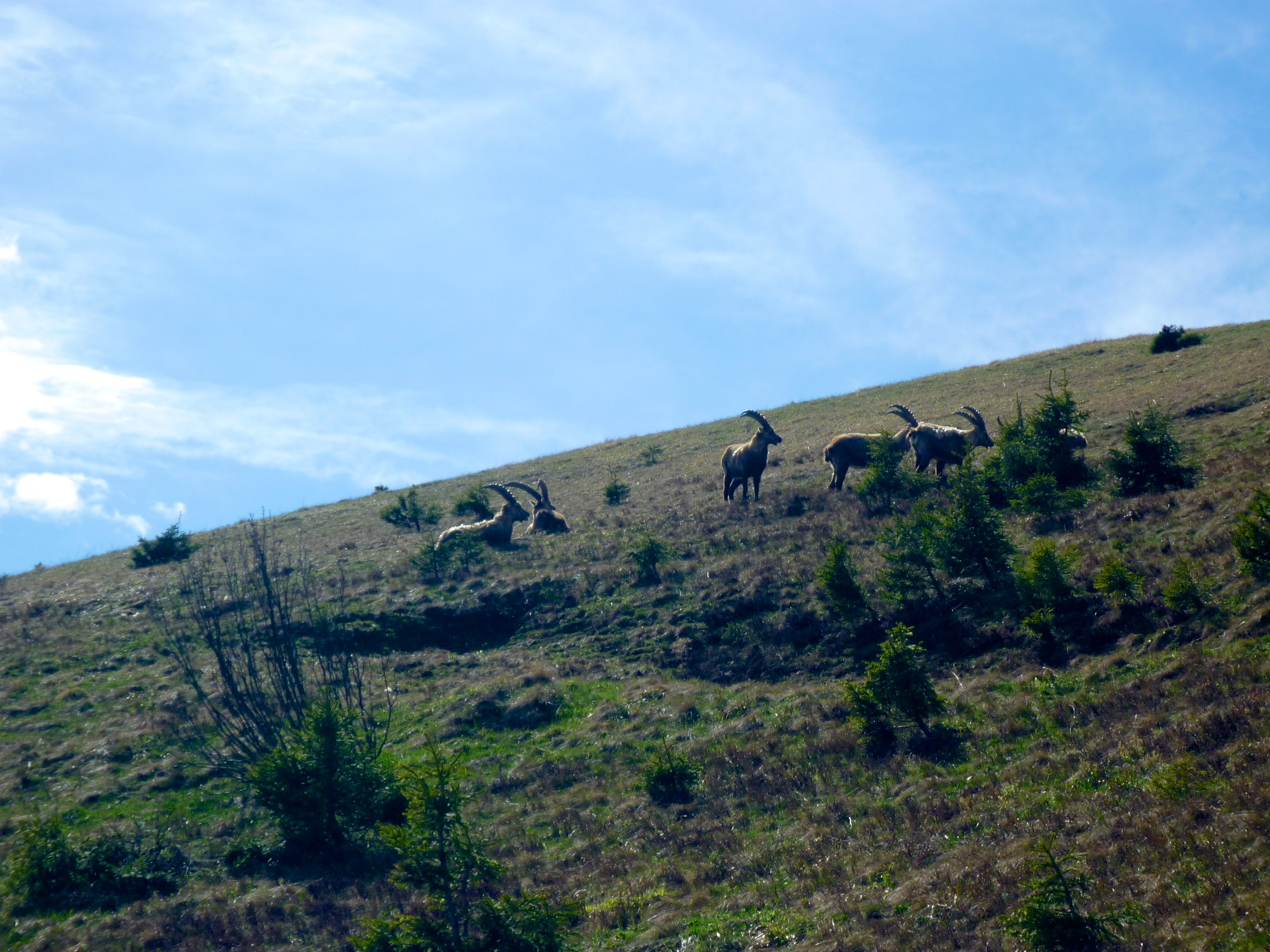
Steinböcke am Wanderweg zum Montalin

## Quelle
- Manfred Hunziker: Ringelspitz/Arosa/Rätikon, Alpine Touren/Bündner Alpen, Verlag des SAC 2010, ISBN 978-3-85902-313-0, S. 446.